# Babarc
Babarc – wieś i gmina w południowej części Węgier, w pobliżu miasta Mohacz (węg. Mohács).
Miejscowość leży na obszarze Wielkiej Niziny Węgierskiej, w pobliżu granicy chorwackiej i serbskiej. Administracyjnie należy do powiatu Mohács, wchodzącego w skład komitatu Baranya.
W skład gminy Babarc wchodzi wieś Babarc – stanowiąca główne skupisko osadnicze, oraz pewna liczba nienazwanych przysiółków i pojedynczych domów.